# Gerőcs Péter
Gerőcs Péter (Budapest, 1985. július 26. –) magyar író, szerkesztő, kritikus, esszéista.

## Élete és pályája
Pedagógus szülők gyermeke. Anyja Czeglédy Irén, kémia-biológia szakos általános iskolai tanár, apja Gerőcs László matematika-fizika szakos tanár, tankönyvíró. Érettségit 2004-ben szerzett az ELTE Trefort Ágoston Gyakorló Iskolában, majd a Pécsi Tudományegyetem filozófia szakán folytatta tanulmányait egy évig. 2005-től az ELTE esztétika-magyar szakán tanult tovább, ahol 11 félév után lediplomázott. 2014-től az ELTE esztétika tanszék doktori képzésén ösztöndíjas doktorandusz. Témája: Mészöly Miklós Film című regényétől kezdődően az elmúlt 40 év magyar regényirodalmában a vizuális médiumok narratív szerepe. 2005-ben egy fiatal alkotókból álló társaság tagja lett, később ebből a társaságból alakult a Telep Csoport. Ugyanebben az évben nyerte el az Ulpius-ház „Íróiskola” pályázatát, amelynek díjaként a kiadó mester-tanítvány kapcsolatot biztosított számára Márton Lászlóval. Az idősebb pályatárs fontos szerepet játszott Gerőcs Péter írói formavilágának korai alakulásában. 2006-tól publikál rendszeresen folyóiratokban, magazinokban: Élet és Irodalom, Holmi, 2000, Alföld, Kalligram, MŰÚT, Forrás, Litera.hu, Prae.hu, Magyar Narancs. 2005-től a Kilincs „nem kizárólag irodalmi folyóirat” szerkesztője volt a lap fennállásáig. 2009-ben egy éven át a Café Bábel irodalmi és társadalomtudományi folyóirat szerkesztője volt.

## Művei

### Kötetei
- Zombor és a világ, novellák, Scolar Kiadó, 2010
- Tárgyak, novellák, Scolar Kiadó, 2012
- A betegség háza, regény, Kalligram Könyvkiadó, 2013
- Győztesek köztársasága, regény, Kalligram Könyvkiadó, 2015
- Ítélet legyen!, esszékötet,  Kalligram Könyvkiadó, 2017
- Árvaképek, regény, Kalligram Könyvkiadó, 2018
- Werkfilm, regény, Kalligram Könyvkiadó, 2022

### Filmjei
- Privát Mészöly, dokumentumfilm, 2011 ( trailer)
- ML portré, dokumentumfilm, 2016 (trailer)
- Természetes ellenfény, dokumentumfilm, 2019 (trailer)

## Tagságok
- 2007-től a József Attila Kör tagja.
- 2014-től a Szépirók Társaságának tagja.

## Díjak
- Békés Pál-díj, 2019
- Artisjus-díj, 2016
- Shanghai Residency, 2014
- NKA alkotói ösztöndíj, 2013
- Európai első könyvesek fesztiváljának magyarországi képviselete, 2012
- Ulpius-ház „Íróiskola” pályázat díja

## Külső hivatkozások

### Kritikák a műveiről
- Szöllősi Barnabás: Az új Péter
- Magyar Narancs: A betegség háza
- Magyar Narancs: Tárgyak
- Svébis Bence: Gyűlölni szakadatlan
- Páji Gréta: A folytonosság hiánya
- Pethő Anita: Etűdök talált és saját tárgyakra
- Kassai Zsigmond: Szerzőt teremtő mítoszok

### Interneten elérhető művei
- Zombor és a világ – részlet
- Győztesek köztársasága – regényrészlet
- Lecsókolomozott – novella
- Sehol atyám – novella
- Magánmise – novella
- Mindössze húsz, talán harminc centiméter – tárcanovella
- A betegség háza – hangoskönyv
- Győztesek köztársasága – hangoskönyv

### Rádióadás
- Klubrádió – Belső közlés
- Aspekt – Szempont. Kelemen Emese beszél a Tárgyak c. kötetről[halott link]

### Beszélgetések, interjúk
- Felolvasás és beszélgetés a Dombos fesztiválon
- Gerőcs Péter Mándy Ivánról
- "Meglátogatott egy régi barát"
- Szuterén podcast Nemes Z. Márióval

### Könyvtrailer
- A Betegség háza könyvtrailere
- Győztesek köztársasága könyvtrailer
- Árvaképek könyvtrailer

### A Privát Mészöly dokumentumfilm szövegkönyve
Forrás Folyóirat honlapján Archiválva 2015. április 2-i dátummal a Wayback Machine-ben